# Björnjakt
Björnjakten är jakt på björn.

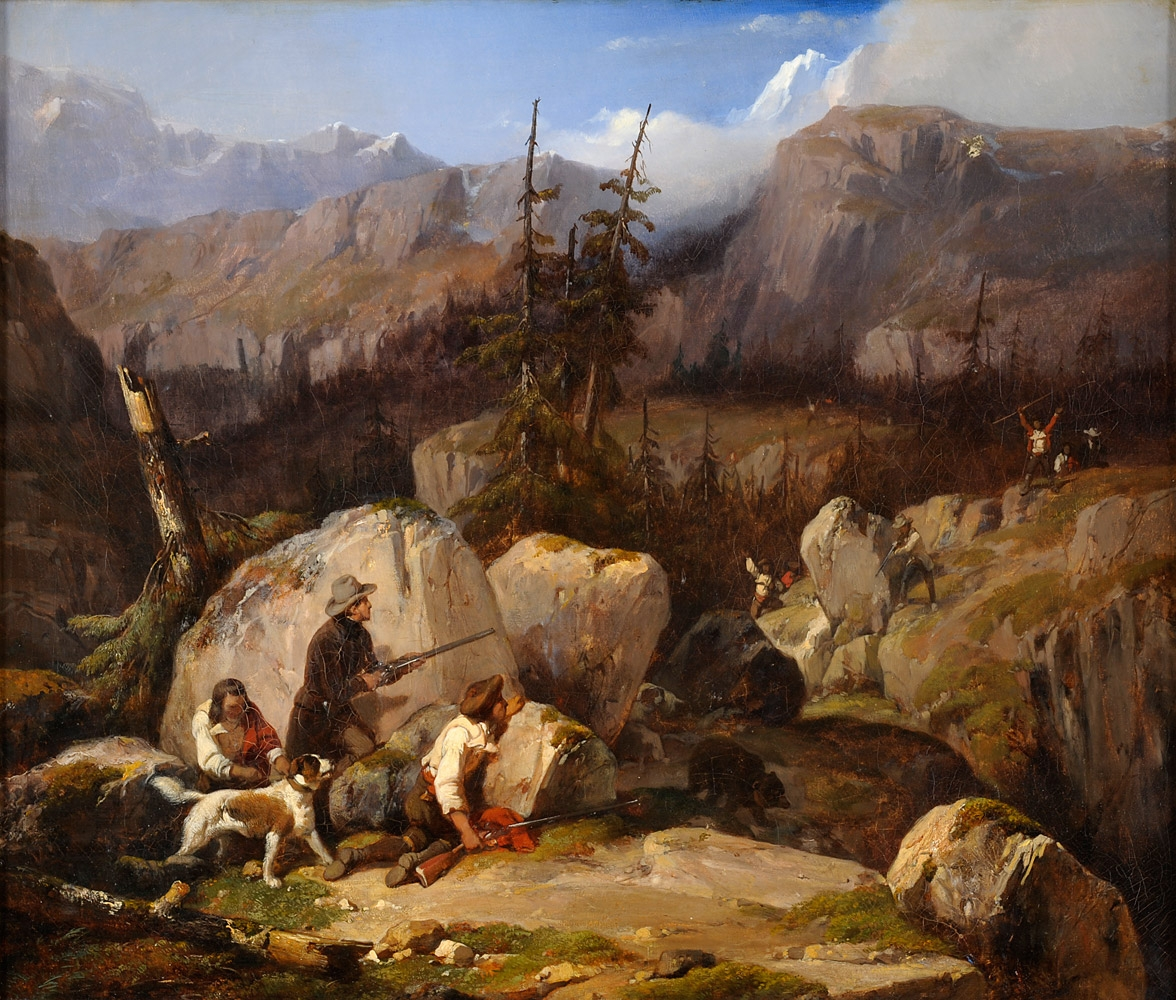
Tysk målning av björnjakt.

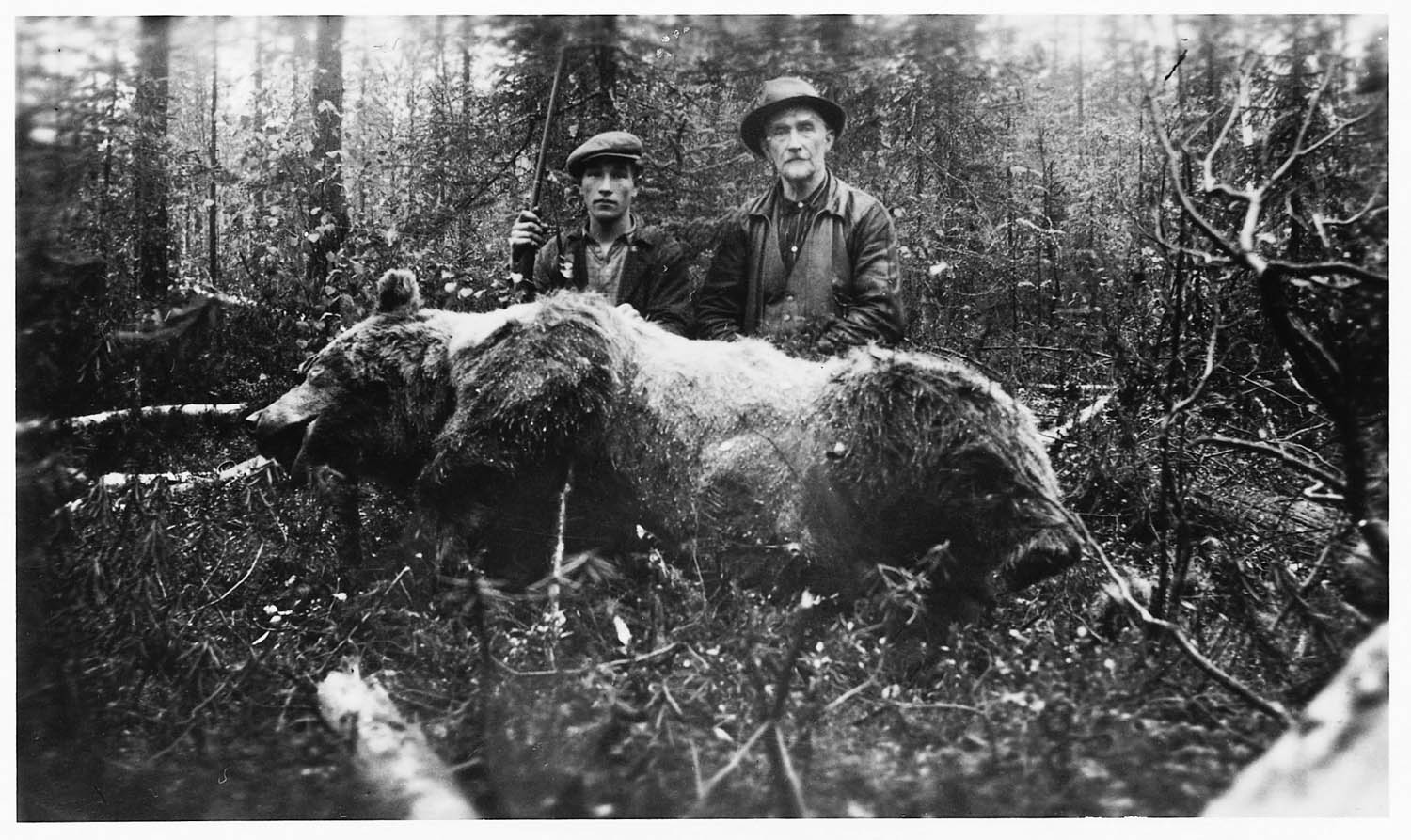
Historisk bild på björnjakt i Dalarna, från Nordiska Muséets samlingar.

Björn har främst jagats för att tillvarata dess päls och kött. Då björnar kan ha trikiner anses det att prov från en fälld björn bör undersökas veterinärt innan dess kött konsumeras. I den traditionella kinesiska medicinen skall det anses att björnens galla kan användas som ett läkemedel. Dessutom förekommer det skyddsjakt på björn, då dessa kan utgöra ett hot mot människor och boskap.

## Historia
Björnjakt anses, historiskt sett, ha varit föremål för ett betydande intresse bland de nordiska jägarna. Innan det fanns tillgång till moderna vapen skall det ha varit den allmänna meningen att den som likväl hade kunnat nedlägga en brunbjörn därigenom hade utfört en verklig bragd, vilken ansågs väl värd att ihågkomma.
Björn skall ha fångats med hjälp av fällor som bestod av övertäckta fångstgropar, eller utplacerad trampsax dit djuret lockades med hjälp av en åtel. Sådan typ av fällor kallades "lämugilder" på fornsvenska. 
En annan, farligare metod, var att invänta björnen med ett spjut, på umesamiska kallad saidiglakka som är spetsigt i båda ändar.
 Spjutet kördes ner i marken, sen hölls spjutet redo för björnens attack. Andra metoder skall ha varit s.k. "självskjut", det vill säga ett på förhand uppgillrat gevär, samt användningen av "arv", det vill säga ett uppgillrat spjut. (Se även Älgled)
I senare tid skall björn ha "ringats", eller "holmats", i samband med den första snön, vilket innebar att platsen för idet utforskades, så att björnen på eftervintern kunde skjutas i dess lega. Om björnen då undslapp så kunde den förföljas av jägare med hjälp av skidor, samt även av ställande hundar av spetshundras. Om björnen stannade vid ett ståndskall kunde jägaren eventuellt kunna hinna fram och skjuta den. Vid denna tid skall det då även ha anordnas stora skall, det vill säga omfattande drevjakter, på björn under sommaren.

## Jaktmetoder
Numera torde man nästan alltid använda sig av halvmantlad ammunition av grövre kaliber vid jakt på björn, och i Sverige är det endast tillåtet att använda sig av klass 1 vapen. Vid vakjakt på björn kan åtel användas, och det bedrivs även lockjakt på björn.

## Björnjägare

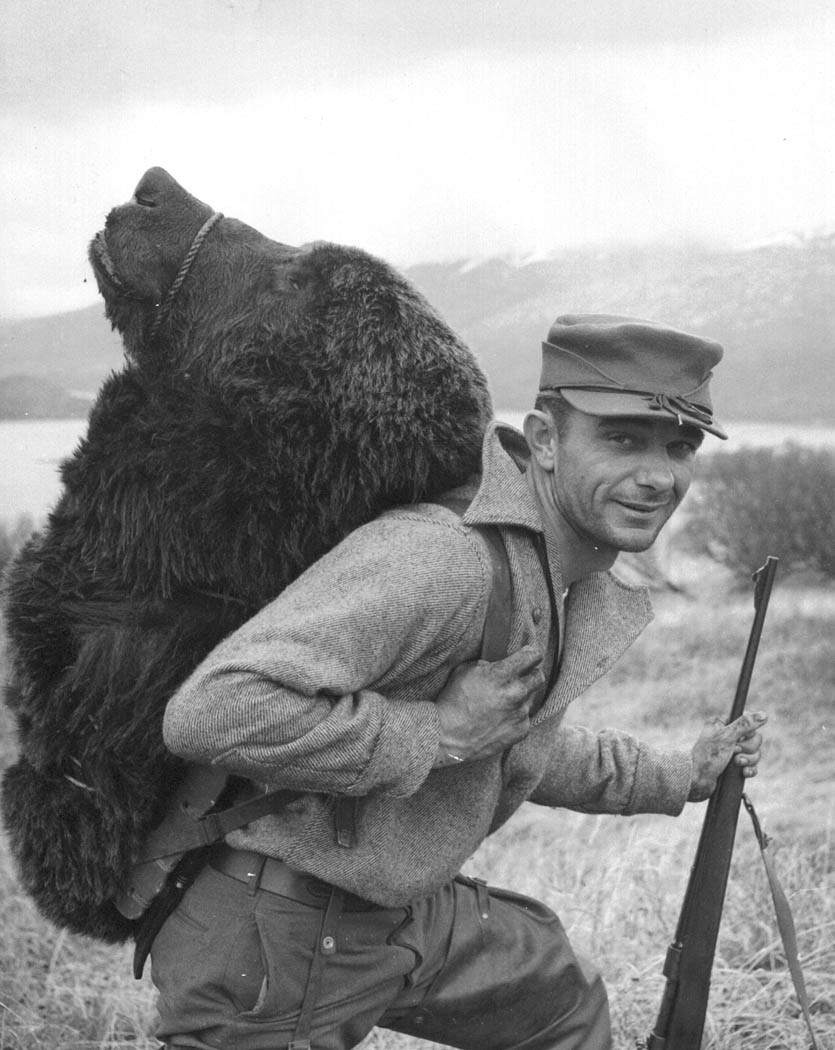
Björnjägare, fotografi, Alaska, 1957.

Bland ledare av björnjakter märkas två av Sveriges mest framgångsrika björnjägare, hovjägmästarna Anders Schönberg och Herman Adolph Falk. Bland övriga berömda björnjägare i Sverige märks engelsmannen Llewellyn Lloyd. Den under 1800-talet mest ryktbare björnjägaren i Norden var finske ingenjörkaptenen Bror Berndt Höök, som uppges ha fällt 134 björnar.

## Svensk rätt
I Sverige borttogs 1893 skottpengarna på björn, som då utgjorde 50 kronor. Numera är björnjakten starkt reglerad och får endast bedrivas på licens utfärdad av Naturvårdsverket efter samråd med berörd länsstyrelse. All jakt på björnhona med ungar är förbjuden.